# Teluk Kijing III
Teluk Kijing III is een bestuurslaag in het regentschap Musi Banyuasin van de provincie Zuid-Sumatra, Indonesië. Teluk Kijing III telt 4594 inwoners (volkstelling 2010).